# Distance (Long Shot Party)
Distance è un brano musicale interpretato dal gruppo giapponese Long Shot Party, pubblicato il 23 gennaio 2008 come loro terzo singolo. Il brano è stato utilizzato come seconda sigla di apertura degli episodi dal 31 al 53 dell'anime Naruto Shippuden. Il singolo è arrivato alla venticinquesima posizione della classifica Oricon dei singoli più venduti in Giappone.

## Tracce
CD singolo DFCL-1432
1. distance
2. Knight Scoop (ナイト スクープ)
3. distance (NARUTO Ver.)
4. distance (Less Vocal)

## Classifiche
| Classifica (2008) | Posizione massima |
| ----------------- | ----------------- |
| Giappone (Oricon) | 25                |